# Ricardo Martins (Radsportler)
Ricardo Martins (* 16. März 1982 in Cascais) ist ein ehemaliger portugiesischer Radrennfahrer.
Ricardo Martins wurde 2003 Dritter bei der portugiesischen U23-Meisterschaft im Zeitfahren. Im nächsten Jahr gewann er das Straßenrennen in der U23-Klasse. In den Jahren 2005 und 2006 fuhr Martins dann für das Continental Team L.A. Aluminios-Liberty Seguros. 2007 fuhr er für die portugiesische Mannschaft Fercase-Rota dos Moveis und wurde er nationaler Meister im Einzelzeitfahren. Nach einem Jahr ohne besondere Ergebnisse beim Professional Continental Team Ceramica Flaminia beendete er Ende 2008 seine Radsportkarriere.